# Karl Wieghardt (físico)
Karl Wieghardt (Viena, 20 de novembro de 1913 — Hamburgo, 26 de novembro de 1996) foi um físico alemão.

## Vida e obra
Filho do matemático Karl Wieghardt, e após sua morte em 1924 continuou a viver com sua madrasta, Auguste Lazar.